# Seconda battaglia del monte Grappa
La seconda battaglia del monte Grappa fu uno scontro verificatosi nell'ambito della battaglia di Vittorio Veneto, iniziato per mano italiana con l'obiettivo di attaccare l'esercito austro-ungarico e tedesco  su un altro fronte (quello del Grappa, appunto) oltre a quello del Piave. Il Regio Esercito, dopo giorni di attacchi logoranti per entrambe le parti, riuscì ad avere la meglio  quando il nemico iniziò una ritirata che si trasformò in rotta.

## Premesse
Dopo la battaglia di Caporetto i soldati austro-ungarici di Franz Conrad von Hötzendorf e Svetozar Boroevic von Bojna provarono ad attaccare la linea difensiva italiana impostata sul Piave, ma non registrarono grandi successi: il primo si fermò alle Melette dove si combatté dal 13 al 24 novembre 1917, mentre il secondo stabilì una testa di ponte presso Zenson che dovette abbandonare verso la fine dell'anno.
Nel tentativo di migliorare la propria situazione, gli austro-ungarici attaccarono il massiccio del monte Grappa (dove si era precedentemente combattuta la prima battaglia del Piave) dall'11 al 18 dicembre 1917 riuscendo ad impossessarsi del col della Berretta, dello Spinoncia, di qualche cima dei Solaroli e dell'Asolone, anche se un intervento francese giunto in aiuto degli italiani li costrinse a lasciare il monte Tomba e a ripiegare dietro Alano di Piave.
La situazione si calmò fino al 15 giugno 1918, quando l'esercito austro-ungarico scatenò la sua ultima disperata offensiva (battaglia del solstizio) per cercare di sconfiggere l'Italia; in quest'occasione ci furono i combattimenti più aspri e il Monte Grappa costituì il principale baluardo per il fallimento dell'offensiva austriaca. Per vedere di nuovo i soldati italiani in azione si sarebbe dovuto aspettare la battaglia di Vittorio Veneto, iniziata alla fine dell'ottobre 1918 e di cui la seconda battaglia del monte Grappa è parte.

## Storia
Dalla fine dell'aprile 1918 il generale Gaetano Giardino era succeduto a Mario Nicolis di Robilant al comando della 4ª Armata attestata nella zona del monte Grappa. Dopo le ingenti perdite di giugno (circa 15 000 uomini) la 4ª Armata inizialmente non doveva prendere parte alla battaglia di Vittorio Veneto, ma il 19 ottobre Giardino ricevette l'ordine da Diaz di attaccare ripetutamente a partire dal 24 dello stesso mese. Nel D-Day del piano d'attacco i 75 000 fanti della 4ª Armata, articolati in nove divisioni, uscirono dalle trincee per separare i nemici del Trentino da quelli lungo il Piave.
Già il primo giorno delle operazioni finì male per gli italiani, che non riuscirono a sloggiare gli austro-ungarici dalle loro posizioni, e lo stesso accadde nei due giorni seguenti. Dopo una pausa per riorganizzarsi effettuata il 27 ottobre, durante la quale gli austro-ungarici si impossessarono di quel poco di terreno perso, la 4ª Armata riprese l'iniziativa il 28 per proseguirla a tempo indeterminato. Provato dalle continue puntate offensive italiane, e con il fronte interno paurosamente debole, von Bojna decise all'improvviso di abbandonare le posizioni, ma gli italiani lo inseguirono e fecero numerosi prigionieri tra i suoi uomini.

## Le perdite
La 4ª Armata uscì pesantemente indebolita dagli attacchi condotti alla fine dell'ottobre 1918: circa 24 300 soldati non erano più disponibili, pari quasi ad un terzo degli effettivi (5 200 morti, 18 500 feriti e 600 dispersi) e, tenendo conto che la battaglia fu parte dell'offensiva di Vittorio Veneto, questi rappresentarono circa i due terzi del totale delle perdite italiane, dato che lungo il Piave si registrarono 12 000 tra morti, feriti e dispersi.
Anche la seconda battaglia del monte Grappa quindi si verificò nello stile delle undici offensive dell'Isonzo condotte da Luigi Cadorna, comandante supremo dell'esercito prima di Diaz, dal 1915 al 1917, caratterizzate da un alto numero di caduti sproporzionato ai risultati conseguiti, come d'altronde ebbe a dire lo stesso Giardino:
(Gaetano Giardino)